# Тигр душится динамитом
«Тигр душится динамитом» (фр. Le tigre se parfume à la dynamite) — комедийный приключенческий фильм французского режиссёра Клода Шаброля, выпущенный на экраны в 1965 году.
Продолжение фильма 1964 года «Тигр любит свежее мясо». Роже Анен вновь написал сценарий фильма и сыграл в нём главную роль.

## Сюжет
Луи Рапье по прозвищу Тигр (Роже Анен) направлен в Пуэнт-а-Питр (Гваделупа) для наблюдения за перегрузкой сокровищ с затонувшего корабля. Группа пиратов-революционеров похищает сокровища, намереваясь продать их международной террористической организации Орчид. Тигр требует, чтобы французские власти немедленно арестовали революционеров, но, опасаясь всеобщей забастовки, полиция не предпринимает никаких мер. Тигр вынужден действовать в одиночку в парализованной стране, так как, несмотря на бездействие властей, революционеры смогли спровоцировать забастовку. Наряду с Тигром охоту за сокровищами ведут также американские, русские и немецкие шпионы, которые хотят заполучить редкий минерал, который играет огромное значение для развития вооружений. Но он в любой момент может оказаться в руках Орчид.

## В ролях
- Роже Анен — Луи Рапье, Тигр
- Маргарет Ли — Памела Митчам / Патриция Джонсон
- Мишель Буке — Жак Верморель
- Микаела Пиньятелли — Сарита Санчес
- Карлос Казаравилла — Риккардо Санчес
- Хосе Ньето — Пепе Ньето
- Хозе Мария Каффарел — Полковник Понтарлье
- Жорж Риго — Комендант Демерек
- Роже Дюма — Дюве